# Nóssis
Nóssis (em grego: Νοσσίς) foi uma poetisa grega do início do Século III a.C.

## Biografia
Nóssis era natural de Lócris Epicefíria (Magna Grécia) e seu pai chamava-se Teófilo. Foi contemporânea do dramaturgo Rintone.
Embora toda a sua poesia lírica tenha desaparecido, sabe-se - por referências de outros autores de seu tempo - que era suave e amorosa, e quase toda dedicada a mulheres. Talvez por isso, ela própria se considerava "a Safo do sul da Itália".
Restaram os epigramas, onze dos quais conservados através da obra do epigramatista Meléagro. Um deles, composto na forma retórica de epitáfio, é citado na Antologia Palatina.